# Soundpainting
 (novembre 2015).
Si vous disposez d'ouvrages ou d'articles de référence ou si vous connaissez des sites web de qualité traitant du thème abordé ici, merci de compléter l'article en donnant les références utiles à sa vérifiabilité et en les liant à la section « Notes et références ».
Le soundpainting est un langage gestuel de création artistique multidisciplinaire en temps réel, élaboré par Walter Thompson (en) à partir de 1974-1980 à Woodstock. Il est destiné à des musiciens, des danseurs, acteurs et plasticiens. En évolution constante, ce langage comporte plus de 1 200 signes de la main et corporels qui désignent différents types de matériaux artistiques spécifiques aux exécutants. Pendant une performance, le soundpainter fait un ensemble de signes aux exécutants et utilise les réponses de ceux-ci pour développer et donner forme à sa composition. Cette composition en temps réel résulte ainsi de l'interaction entre les improvisations des exécutants et celle du soundpainter.

## Histoire
En 1952, le compositeur Earle Brown a proposé des formes de direction d'œuvres ouvertes (Open Form) par le geste. Grâce à une vingtaine de signes, Earle Brown pouvait intervertir, déclencher, interrompre, moduler les interventions des interprètes (cf. earle-brown.org ), qui travaillent à partir d'éléments écrits, dont tous les paramètres ne sont pas définis.
Dans les années 1960-1980, les compositeurs Sun Ra, Frank Zappa, Alan Silva utilisent un langage gestuel (intuitif pour Sun Ra, très précis pour Zappa) pour modifier, orienter, déclencher des événements dans leurs ensembles.
En 1974, après avoir passé quelques années au Berklee College of Music, Walter Thompson reçoit une bourse du National Endowment on the Arts pour étudier la composition et les instruments à vent avec Anthony Braxton, qui utilise des gestes depuis quelques années pour diriger des improvisations, et travaille également la danse et l'improvisation avec Ruth Ingalls, à Woodstock.
Dans les années 1970, Woodstock est un lieu très important pour le développement de la création musicale. Le Creative Music Studio, fondé par Karl Berger, Don Cherry et Ornette Coleman, invite des compositeurs et des musiciens, tels que John Cage, Ed Blackwell, Carlos Santana, Don Cherry, Anthony Braxton et Carla Bley à venir donner des master classes et des performances avec les étudiants. Le CMS est fermé durant l'été mais la plupart des étudiants restent à Woodstock. Walter Thompson organise alors des jam sessions avec eux. À partir de ces jam sessions, Walter Thompson forme son premier orchestre et organise une série de concerts à la Kleinert Gallery de Woodstock. Cet orchestre est un grand ensemble, basé sur l'improvisation jazz. C'est à ce moment qu'il commence à expérimenter avec l'utilisation de signes. Il invente des gestes très basiques, demandant par exemple un son tenu ou une improvisation dans un style pointilliste.
Walter Thompson déménage à New York en 1980 et, en 1984, il forme le Walter Thompson Orchestra (appelé alors le Walter Thompson Big Band). À cette époque, alors qu'il dirige une performance à Brooklyn, il ressent le besoin de communiquer avec l'orchestre au milieu de l'une de ses propres compositions. Pendant l'une des parties de ce morceau, les musiciens improvisent et le trompettiste 2 joue un solo. C'est alors que Walter Thompson a l'envie de demander à un des autres trompettistes de créer un fond sonore. Ne désirant pas imiter ces chefs d'orchestre qui interpellent de la voix les musiciens, il décide alors d'utiliser certains des signes qu'il avait expérimentés durant sa période Woodstock. Il fait les signes suivants au trompettiste 1 : Trumpet 1, Background, With, 2-Measure, Feel, Watch Me, 4 Beats. Il n'y a aucune réponse de l'orchestre. À la répétition suivante, certains des musiciens lui demandent ce qu'il avait bien voulu signifier - et il leur dit. Avec l'aide de l'orchestre, il continue alors à développer le langage. Durant les 10 années suivantes, Walter Thompson fait du Soundpainting un langage de signes adapté à la composition en temps réel. Au fur et à mesure, il invente de nouveaux signes et, au début des années 1990, il réussit à faire que le Soundpainting puisse intégrer les comédiens, les danseurs et les artistes visuels.
En 1998, Thompson est invité par Dave Liebman, et Ed Sareth à animer un atelier de Soundpainting lors du meeting annuel de l'IASJ (International Association of Schools of Jazz) à Saint-Jacques-de-Compostelle. C'est la première fois que Walter Thompson fait découvrir le Soundpainting à un public européen. À la fin de sa prestation, il reçoit beaucoup d'invitations à venir faire des performances ou enseigner le Soundpainting. L'une des plus significatives est celle de François Jeanneau lui proposant de venir animer un stage d'une semaine au Conservatoire National Supérieur de Musique et de Danse de Paris. En 2013, le Soundpainting est utilisé dans les circuits professionnels et d'enseignement dans un grand nombre de pays à travers le monde.
Entre 1998 et 2014 naissent en France plus d'une vingtaine d'ensembles souhaitant expérimenter le Soundpainting comme outil de création, comme source d'inspiration pour le montage d'un spectacle, ou comme objet même d'intérêt pour les spectateurs. Ces ensembles, professionnels pour la plupart d'entre eux, sont essentiellement composés de musiciens, mais laissent souvent place à des comédiens et des danseurs. Une forte tradition théâtrale en France aurait tendance à freiner l'arrivée du Soundpainting dans les troupes existantes, perçu péjorativement comme de l'improvisation. Cependant, la France est devenue avec le foisonnement de ces ensembles, stages et master classes, l'endroit où le Soundpainting est le plus pratiqué dans le monde. Depuis octobre 2013, un festival de Soundpainting, fondé par le soundpainter François Cotinaud, a lieu en Île-de-France, en octobre, accueillant 7 à 10 ensembles, dont ceux de Walter Thompson, d'Angélique Cormier, de Benjamin Nid, de Christophe Mangou ou encore Klangfarben ensemble.
En 2013 nait l'International Soundpainting Federation (ISF) dont le siège est à Lyon, dont l'un des objectifs est de créer un cursus universitaire pour l'enseignement du Soundpainting.

## Musique contemporaine
Les liens entre le soundpainting et les écritures musicales dans le champ contemporain sont multiples. Plusieurs tentatives de retranscription de performances par écrit ont été faites, dans les travaux de Patrice Guyot, Thomas Pellegrini (cf. Vers la transcription automatique de gestes du soundpainting pour l'analyse de performances interactives), ou Étienne Rolin, H.J.Minors, M.Duby, B.Faria.
François Cotinaud et le compositeur Benjamin de la Fuente ont réalisé avec l'ensemble Multilatérale des enregistrements où s'entrelacent des miniatures écrites et des compositions en temps réel (l'œuvre grande ouverte). L'ensemble Cairn a invité le Soundpainter Vincent Lê Quang.
Le compositeur François Rossé a invité François Cotinaud avec l'ensemble intercontemporain.
Le Soundpainter Christophe Mangou, également chef d'orchestre, dirige l'ensemble Amalgammes.

## Pédagogie

### En France
Outre les stages et classes de maître de Walter Thompson, les néophytes peuvent se former à Clermont-Ferrand avec Eric Chapelle, vers Lyon avec Benjamin Nid, à Tours avec Angélique Cormier, à Avignon avec Sylvain Mazens et à Montpellier avec Pascal Bouvier[réf. nécessaire].
La première classe de Soundpainting au sein d'un conservatoire s'est ouverte à Bordeaux avec Étienne Rolin, à Montreuil-sous-Bois avec Sylvia Versini,, au conservatoire Mozart de Paris (1er,2ème,3ème,4ème arrondissements) avec le soundpainter François Cotinaud, au Pôle-Sup du CRR d'Aubervilliers avec François Jeanneau.
Ces classes s'adressent aux comédiens, musiciens ou danseurs. L'enseignement débute le plus souvent par l'apprentissage d'une cinquantaine de signes, de leur syntaxe et de leur usage. Par la suite, il est rapidement possible de créer des saynètes, des moments d'improvisation avec le Soundpainting.
Depuis 2016, la Soundpainting Interactive Conference (SIC) accueille chaque année une soixantaine de participants autour de Walter Thompson, Angélique Cormier, Eric Chapelle, et d'autres enseignants, à la faculté de Musicologie de Tours[réf. nécessaire].
Pour enseigner le Soundpainting, Walter Thompson et François Jeanneau ont institué l'obtention d'un diplôme (certification), comportant deux niveaux, et une spécialité : multidisciplinaire.

## Principaux ensembles
| Nom                                               | Pays        | Ville             | Année de création | Nombre d'artistes | Musique | Danse | Théâtre | Direction                                               |
| ------------------------------------------------- | ----------- | ----------------- | ----------------- | ----------------- | ------- | ----- | ------- | ------------------------------------------------------- |
| Amalgammes                                        | France      | Paris             | 2005              | 31                | x       | x     | x       | Christophe Mangou                                       |
| Anitya                                            | France      | Paris             | 2005              | 21                | x       | x     | x       | Christophe Cagnolari                                    |
| BalBaZar                                          | France      | Paris             | 2003              | 16                | x       | -     | -       | Deniz Fisek                                             |
| Batik Soundpainting Orchestra                     | France      | Clermont-Ferrand  | 2009              | 20                | x       | x     | x       | Éric Chapelle                                           |
| Berlin Soundpainting Orchestra                    | Allemagne   | Berlin            | 2011              | 15                | x       | -     | -       | Hada Benedito                                           |
| BERNICA ensemble                                  | France      | Metz              | 2008              | 8                 | x       | -     | -       | René Dagognet                                           |
| CHEMIN FAISANT                                    | France      | Cannes            | 2012              | 10                | x       | x     | ?       | Michel Yves-Bonnet                                      |
| GASP!                                             | France      | Épagny-Metz-Tessy | ?                 | ~10               | x       | ?     | ?       | ?                                                       |
| Le CuBe                                           | France      | Orléans           | 2011              | 10                | x       | x     | x       | Yann Kaddachi                                           |
| DELIMELO                                          | France      | Bordeaux          | 1989              |                   | x       | x     | ?       | Eric Le Louvier                                         |
| Fischermanns Orchestra                            | Suisse      | Lucerne           | 2007              | 12                | x       | -     | -       | Thomas Reist                                            |
| HELIUM                                            | France      | Paris             | 2015              | 12                | x       | x     | x       | Valentine Quintin                                       |
| Helsinki Soundpainting Ensemble                   | Finlande    | Helsinki          | 2007              | 10                | x       | -     | -       | Sonja Korkman                                           |
| KLANGFARBEN ensemble                              | France      | Paris             | 2010              | 13-16             | x       | x     | x       | François Cotinaud                                       |
| La LOUVE                                          | France      | Paris             | 2007              | 9                 | x       | x     | x       | Rafële Arditti                                          |
| London Soundpainting Orchestra                    | Royaume-Uni | Londres           | 2010              | 40                | x       | x     | -       | Diego Ghymers (1974-2015).                              |
| Matters                                           | Belgique    | Saint-Gilles      | 2009              | 34                | x       | -     | -       | Augustin de Bellefroid                                  |
| Orchestres à vents de musique contemporaine       | France      | Antony            | 1985              | 40                | x       | -     | -       | Olivier Guion                                           |
| OSL: orchestre de Soundpainting de Lorraine       | France      | Metz-Nancy        | 2011              | 20                | x       | x     | x       | Étienne Bouyer                                          |
| SooL : Soundpainting Orchestra Of Lille           | France      | Lille             | 2013              | 10                | x       | -     | -       | Pierre Yves Langlois                                    |
| Sontag                                            | France      | Montreuil         | 2012              | ~15               | x       | -     | x       | Collective                                              |
| SOS Enigmatic "Soundpainting Orchestra of Sarthe" | France      | Le Mans           | 2012              | 15                | x       | -     | x       | Gaëtan Coutable                                         |
| Le SPANG!                                         | France      | Lyon              | 2009              | 22                | x       | x     | x       | Benjamin NID                                            |
| SPECIES                                           | France      | Saint-Brieuc      | 2010              | 10                | x       | x     | x       | Stéphane Dassieu                                        |
| SPENS                                             | France      | Cachan            | 2009              | 15                | x       | x     | x       | Pierre Sarrailh                                         |
| SPIN (Soundpainting Improvisation Nice)           | France      | Nice              | 2013              | 8                 | x       | x     | x       | Emmanuelle Somer, Audrey Vallarino, Jean-Marc Baccarini |
| SPIO (Soundpainting Italian Orchestra             | Italie      | Milan             | 2005              | 11                | x       | -     | -       | Carlo Virzi                                             |
| Le SPOUMJ                                         | France      | Paris             | 2005              | 20                | x       | x     | x       | François Jeanneau                                       |
| SSSPPP Ensemble Soundpainting In Belgium          | Belgique    | ?                 | ?                 | ?                 | ?       | ?     | ?       |                                                         |
| Surnatural Orchestra                              | France      | Paris             | 2001              | 18                | x       | -     | -       | collective                                              |
| TSO Tours Soundpainting Orchestra                 | France      | Tours             | 2006              | 12-23             | x       | x     | x       | Angélique Cormier                                       |
| U.P! Universal Palette                            | France      | Paris             | 2009              | 10-30             | x       | x     | x       | Sophie Le Roy, Laurent Gehant                           |
| Warning !                                         | France      | Paris             | 2012 (?)          | 14                | x       | -     | -       | Vincent Lê Quang                                        |
| WTO Walter Thompson Orchestra                     | États-Unis  | New York          | 1984              | 8-25              | x       | x     | x       | Walter Thompson                                         |
| WIZZ                                              | France      | Marseille         | 2010              | 15                | x       | x     | x       | David Carion                                            |

## Festivals
- (fr) Soundpainting Festival : ce festival, créé par François Cotinaud et organisé par l'association Jazz Bank pour la première fois en octobre 2013, se déroule en France, dans plusieurs lieux à et autour de Paris. Une deuxième édition a lieu en octobre 2014[8].

### Disques, enregistrements et films
- Deconstructing Haydn / Modern Chamber Orchestra avec Gil Selinger (violoncelle) et Walter Thompson (soundpainter) / Concerto en do majeur - CD 2001-2002 Novodisc Recordings Ltd. NY
- Steve Rust soundpainting sextet - CD, 2005, Dane recordings.
- Cerberus trio / Walter Thompson (soundpainter) - CD, 2008, Dane recordings.
- François Cotinaud (soundpainter, compositeur) : Klangfarben ensemble "Monologue de Schönberg" et "Variations sur une collection de timbres". Film de Patrick Morel. CD-DVD 2012 Ayler records / Musivi / Soundpainting collection - France.
- François Cotinaud (soundpainter), Benjamin de la Fuente et l'ensemble Multilatérale : "Mosaïques". Film de Jérémie Schellaert. CD-DVD 2017 Label Musivi / Soundpainting collection - France.